# Корси (мебель)
Корси или korsí (перс. کرسی‎) — иранский низкий стол с обогревателем под ним и накидками на него. Является традиционным предметом мебели в иранской культуре. Семья сидит на полу вокруг корси во время еды и специальных мероприятий, таких как Новруз. Корси довольно популярен у многих иранских семей для ежегодного празднования Ялда.
Корси обычно нагревают с помощью электрических элементов или, как правило, с помощью жаровни с горячими углями, которая находится под столом. Стол покрыт толстой тканью, свисающей со всех сторон. Люди сидят на больших подушках вокруг корси с тканью на коленях.
Когда становилось холодно, иранцы часто ели и спали под корси.
Специальный плетёный коврик, называемый ру корси (перс. روکرسی‎), обычно помещают поверх любых одеял, чтобы защитить их от пищевых пятен.